# История женщины-якудза
«История женщины-якудза: мучения и пытки» (やさぐれ姐御伝　総括リンチ, в прокате англоязычных стран — англ. Female Yakuza Tale: Inquisition and Torture) — кинокартина 1973 года режиссёра Тэруо Исии. Сиквел ленты Норифуми Судзуки «Секс и ярость». Криминальная драма, боевик с участием популярной в Японии актрисы Рэйко Икэ. Фильм является известным примером направления Pinky violence, изобилующим чрезмерным насилием и сексуальным контентом.

## Сюжет
Япония середины 1920-х годов. Якудза для перевозки наркотиков использует проституток в качестве живых контейнеров. При встрече очередной партии в порту Иокогамы бандиты по ошибке принимают Иносико Отё за своего курьера. Обнаружив ошибку, они жестоко насилуют и пытают её. Выжившая Отё начинает мстить, не только освобождая при этом сексуальных рабынь, но и привлекая их на свою сторону. Уже не одна героиня, но целая группа обнажённых девушек расправляются с преступным синдикатом с помощью всех видов оружия.

## В ролях
- Рэйко Икэ — Отё Иносико
- Макото Аикава — Ёсими
- Аруми Кури — Исудзу
- Эми Дзё — Митико

## Художественные особенности, критика
Российский критик Иван Денисов отзывается о фильме в превосходной степени: «…зрелище умопомрачительное, совершенно безумное, а оттого попросту великолепное. Сузуки бы на такое не решился. Я восхищался финалом „Секса и ярости“ и при своём восхищении остаюсь, но то, что устраивает в конце своего фильма Исии — это просто непередаваемо. После „Истории женщины-якудза“ вы измените своё мнение о понятии „заключительная схватка добра и зла“ навсегда» или «фильм хочется пересмотреть заново, едва он заканчивается». При этом киновед подчёркивает, что образ Отё Иносико от версии Судзуки к версии Исии претерпевает значительные изменения: героиня становится более циничной, но менее добродетельной.
Как и картина «Секс и ярость», лента стала вдохновляющей основой для проекта Квентина Тарантино «Убить Билла», хотя некоторые издания предпочитают не переоценивать значимость такого влияния. Сам американский режиссёр не даёт прямого ответа, ограничиваясь лишь восторженными восклицаниями в адрес японского коллеги («Фантастический режиссёр, великий режиссёр! Я люблю Тэруо Исии!»).